# 穆萨·赛拉米
穆萨·赛拉米（維吾爾語：موللا مۇسا سەيرامى‎，拉丁维文：Molla Musa Seyrami，1836年—1917年）出生于库车西北的赛里姆，在今拜城县，新疆历史学家，以记录了19世纪中国同治陕甘回变、同治新疆回变而知名。在赛拉米的时代，维吾尔一词还未使用，以今天的标准赛拉米可以被视作维吾尔人。著有《伊米德史》。